# Tucholka (Dorf)
Tucholka (ukrainisch Тухолька; russisch Тухолька Tucholka, polnisch Tucholka) ist ein Dorf im Süden der ukrainischen Oblast Lwiw mit etwa 950 Einwohnern (2001).

## Geografische Lage
Tucholka ist ein Teil der Landgemeinde Kosjowa im Rajon Stryj, bis 2020 war sie die einzige Ortschaft der gleichnamigen, 3,926 km² großen Landratsgemeinde im Südwesten des ehemaligen Rajon Skole.
Die Ortschaft liegt in den Waldkarpaten auf einer Höhe von 731 m am Ufer der Ukernyk (Укерник, auch als Bryniwka/Brymuwka bezeichnet), einem 11 km langen, linken Nebenfluss der Holowtschanka (Головчанка), die dem Opir zufließt. Das Dorf befindet sich 28 km südwestlich vom ehemaligen Rajonzentrum Skole und 135 km südwestlich vom Oblastzentrum Lwiw.
Durch das Dorf verläuft die Fernstraße M 06/E 471-E 50.

## Geschichte

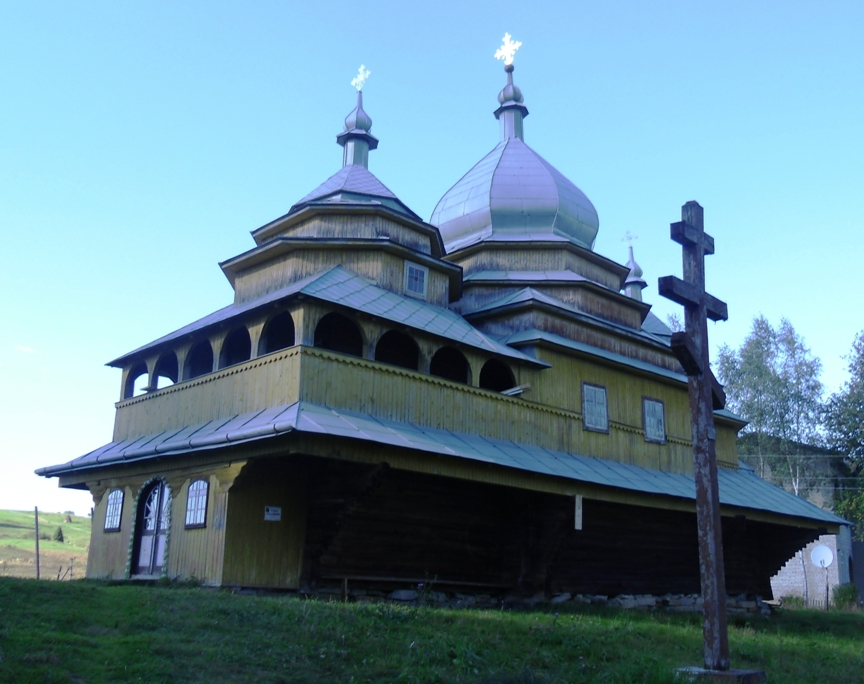
Denkmalgeschützte Holzkirche im Dorf

Das erstmals 1552 schriftlich erwähnte Dorf lag bis 1772 in der Adelsrepublik Polen-Litauen und wurde nach der Ersten Teilung Polens Teil des Königreichs Galizien und Lodomerien, einem Kronland der Habsburgermonarchie. Da die Lage des Handwerks und der Landwirtschaft in Galizien zu dieser Zeit äußerst rückständig war, erließ Kaiser Joseph II. 1781 ein Ansiedlungspatent, um Gewerbetreibende, Handwerker und Bauern für das neue Kronland anzuwerben. Nach 1810 kamen vor allem Siedler aus dem katholischen Egerland, wobei zwischen 1811 und 1848 besonders private Grundherren viele Bauern und Waldarbeiter aus Böhmen nach Galizien holten (siehe Artikel "Galiziendeutsche"), von denen sich etliche auch in Tucholka niederließen. Im Ersten Weltkrieg lag Tucholka zeitweise unmittelbar an der Ostfront, so 1915 bei der Erstürmung des Zwinin. Die Eroberung dieses Bergrückens war Teil der Schlacht in den Karpaten. Im österreichisch-ungarischen Heeresbericht vom 10. April 1915 heißt es dazu: Deutsche Truppen eroberten nördlich Tucholka eine seit dem 5. Februar umstrittene und von den Russen hartnäckig verteidigte Höhenstellung; 1 Oberst, über 1000 Mann wurden bei diesem Angriff gefangen und den Russen auch 15 Maschinengewehre entrissen. Nach kurzer Zugehörigkeit zur Westukrainischen Volksrepublik am Ende des Ersten Weltkrieges kam Tucholka 1919, am Ende des Polnisch-Ukrainischen Krieges, zur Zweiten Polnischen Republik. Im Zweiten Weltkrieg fiel die Ortschaft zunächst an die Sowjetunion und ab 1941 an das Deutsche Reich, dass es dem Generalgouvernement, Distrikt Galizien, angliederte. Zum Kriegsende wurde es 1945 Bestandteil der Ukrainischen Sozialistischen Sowjetrepublik und nach dem Zerfall der Sowjetunion der nun unabhängigen Ukraine.
Das Dorf besitzt mit einer 1845 im klassizistischen Stil erbauten Holzkirche ein Baudenkmal.